# Andreaea depressinervis
Andreaea depressinervis là một loài rêu trong họ Andreaeaceae. Loài này được Cardot mô tả khoa học đầu tiên năm 1900.